# 奉答文事件
奉答文事件（ほうとうぶんじけん）は、明治36年（1903年）、衆議院議長河野広中が、開院勅語に対する奉答文において、桂太郎内閣弾劾の文を朗読し、結局衆議院解散に至った事件である。

## 概要
明治36年12月10日、議会開会の際、衆議院議長河野広中は、開院の勅語に対して奉答文で議院の先例を破って内閣弾劾の文を綴りこみ、議院の賛成を得た。
そもそも、衆議院からする開院式当日下賜の勅語に対する奉答文は、先例によれば衆議院書記官長によって起草されたものを、さらに起草委員の協議の結果、これを議場に諮り賛同を求め、賛同を経て、宮中に捧呈した。
当時、日本とロシア帝国の関係が問題となっており、河野は心中深く決心するところがあった。河野は先例を破って、奉答文中に「今ヤ国運ノ興隆洵々ニ千載ノ一遇ナルニ当リテ、閣臣ノ施設之ニ伴ハス内政ハ弥縫ヲ事トシ、外交ハ機宜ヲ失シ」その他を綴って内閣を弾劾し、国民の意思を明治天皇の耳に入れようと謀った。
まず林田書記官について議院の先例をただし、法規の解釈上許す範囲の道を求めて決心するところがあり、先例である書記官長起草の原案、議員から成立した奉答文、起草委員の起草文は単に議長の参考に留まるものと解釈し、自分が起草した上記一通を懐中し議場に臨み、これを朗読し、議場の賛同を求めたのである。先例で、単に平穏な文字を並べて誠忠、勅意の副う旨をもって起草されることに慣れた議員は、文言にその意を深く留めなかったのか、満場一致でこれを可決した。のちに議員はその文言に気づき、無所属68名の代表として臼井哲夫、帝国党18名の代表として佐々友房、中正党33名の代表として桑原政、交友倶楽部25名の代表として内山敬三郎が、議院事務室につめかけ、書記官長の措置は注意を欠く旨をのべ、議長に奉答文の再議を迫ったが、いずれも応ぜず、こうしている間に、議長奉答文捧呈のため参内は翌11日午前11時と定められたが、薄暮、突如として宮内省から参内を延期すべき旨通達があり、ついに11日、議会解散の命が下された。